# Omaha, Nebraska
Omaha je največje mesto v ameriški zvezni državi Nebraska. Leži ob reki Misuri na ameriškem srednjem zahodu. Po podatkih za leto 2008 šteje slabih 440.000 prebivalcev. Skupaj z mestom Council Bluffs na drugem bregu Misurija tvori velemestno območje s skoraj 840.000 prebivalci.
Mesto so leta 1854 ustanovili špekulanti iz sosednjega mesta Council Bluffs, saj je bil na tem mestu pomemben prehod čez Misuri. Tako je mesto tudi dobilo svoj vzdevek Vrata na Zahod. Zaradi svoje osrednje lege v ZDA se je Omaha v 19. stoletju razvila v pomembno prometno vozlišče. V tem času so imele za razvoj mesta velik pomen tudi pivovarne.
V 20. stoletju je Omaha postala mednarodno pomembna zaradi živinske tržnice, ki je bila med največjimi na svetu, in mesnopredelovalne industrije. Danes imajo v mestu sedež nekatera izmed največjih ameriških podjetij, pomembo gospodarsko vlogo pa imajo visoko tehnološke dejavnosti.
V zgodovini Omahe so se zvrstili številni nemiri, v zadnjem času se spopadajo tudi z uličnim nasiljem. Vedno dejavnejše je gibanje za ohranitev mesta, zaradi česar so veliko stavb in mestnih predelov zaščitili zaradi njihovega zgodovinskega pomena. Zgodovinski pomen pripisujejo tudi kulturi, zlasti jazzu.

## Pobratena mesta
Omaha ima pet pobratenih mest:
- Braunschweig, Nemčija
- Naas, Irska
- Šizuoka, Japonska
- Šiauliai, Litva
- Xalapa, Mehika